# Mayumi Yamashita
Mayumi Yamashita, född den 22 november 1975 i Takayama, Japan, är en japansk judoutövare.
Hon tog OS-brons i damernas tungvikt i samband med de olympiska judotävlingarna 2000 i Sydney.